# Лик (син на Лик)
Вижте пояснителната страница за други значения на Лик.
Лик II (на старогръцки: Λύκος, Lykos) е тиран на Тива в Беотия през 13 век пр.н.е.
Той е син на Лик от Евбея и племенник на Никтей. Той отива в Тива, когато Херакъл отсъства и убива цар Креон. Изгонва съпругата на Херакъл Мегара и децата им. Управлява Тива като тиран, докато Херакъл се връща и го убива. След това поема управлението на царството с Лаодамант, синът и наследникът на Етеокъл.